# نانسي آدامز
نانسي آدامز (بالإنجليزية: Nancy Adams)‏ هي رسامة نباتية ‏ وعالمة نبات نيوزيلندية، ولدت في 19 مايو 1926 في Levin, New Zealand ‏ في نيوزيلندا، وتوفيت في 27 مارس 2007.